# Mokameh
Mokameh (o Mokhamah, Mokama) è una suddivisione dell'India, classificata come municipality, di 56.400 abitanti, situata nel distretto di Patna, nello stato federato del Bihar. In base al numero di abitanti la città rientra nella classe II (da 50.000 a 99.999 persone).

## Geografia fisica
La città è situata a 25° 23' 60 N e 85° 55' 0 E e ha un'altitudine di 38 m s.l.m..

## Società

### Evoluzione demografica
Al censimento del 2001 la popolazione di Mokameh assommava a 56.400 persone, delle quali 29.805 maschi e 26.595 femmine. I bambini di età inferiore o uguale ai sei anni assommavano a 8.958, dei quali 4.615 maschi e 4.343 femmine. Infine, coloro che erano in grado di saper almeno leggere e scrivere erano 31.771, dei quali 19.252 maschi e 12.519 femmine.